# Adonisk vers
Adonisk vers är en del av ett versmått där den avslutande versen (raden) i en strof består av en daktyl (— ∪ ∪) och en troké (— ∪), och är ett av den sapfiska strofens kännetecken, vilken avslutas med en rad adonisk vers.
Den adoniska versen är en akatalektisk logaoedisk dipodi, vilket betyder att den ska avslutas med en fullständig versfot, den börjar med en daktyl och slutar med en troké, samt består av endast två versfötter.
Strofer som bygger på par av daktyler och trokéer kallas serenadrytm, vilken dock kan varieras mer till exempel i fråga om antal versfötter.

## Exempel
- Öster om Eden — ∪ ∪ — ∪
- Sancte Ioanne — ∪ ∪ — ∪
- Stilla, o, stilla — ∪ ∪ — ∪